# Várady László (történész)
Várady László (Nagykároly, 1926.  február 21. – Budapest, 2013. szeptember 18.) ókortörténész, egyetemi tanár.

## Életútja
A Lónyai utcai Református Gimnáziumban érettségizett 1944-ben. Egyetemi tanulmányait 1944–1949 között végezte a Pázmány Péter Tudomány Egyetemen általános bölcsészként. Tanárai közé tartozott Horváth János irodalomtörténész, Petőfi-kutató.
1947-től 1949-ig a Külkereskedelmi Minisztérium Szovjet Osztályán, majd 1950-ben a Nehézipari Külkereskedelmi Vállalat Dokumentációs Osztályán dolgozott, innen politikai okokból elbocsátották. Ettől kezdve éveken át óraadásból élt. 1957-től 1960-ig a Kultúra Külkereskedelmi Vállalat előadója. 
1960-ban kezdett tanítani az ELTE BTK Ókortörténeti Tanszékén ill. Ókortudományi Intézetében 1960–1961-ig mb. előadóként, 1961–1976-ig tud. munkatársként, 1976–1992-ig tud. főmunkatársként. 1971-ben c. egyetemi docensi, 1988-ban c. egyetemi tanári címet kapott. 1992-ben bekövetkezett nyugdíjazását követően is folyamatosan részt vett a tanszék oktatómunkájában. 
1969–1970-ben Rómában járt hosszabb tanulmányúton, majd 1971–1972-ben a Müncheni Egyetem Ókori Gazdaság- és Társadalomtörténeti Intézetének Humboldt-ösztöndíjasa. 1967-ben megszerezte a történelemtudományok kandidátusa, 1985-ben a történelemtudományok doktora fokozatot.

## Munkássága
Kezdetben ókori és késő ókori politika- és hadtörténettel, elsősorban a Római Birodalom, ill. a klasszikus antikvitás utolsó évszázadainak eseményeivel, a római impérium és a környező barbarikum problémáival foglalkozott. A források átértékelésével jelentős eredményeket ért el a Római Birodalom területén megalakuló első barbár államok államjogi helyzetének tisztázása, a gazdasági-társadalmi struktúra átalakulási folyamatának feltárása, valamint Pannónia provincia utolsó száz évének eseménytörténete terén. Különösen értékesek a késő római hadszervezettel kapcsolatos megállapításai.
Később érdeklődése egyre inkább a politikatörténet irányába fordult. Elsősorban politika-, valamint gazdaság- és eszmetörténeti, történelemfilozófiai problémákkal foglalkozott. A források mikroanalitikus elemzése révén új történelemértelmezési koncepciót alkotott, amelyet élete utolsó évtizedében megjelentetett angol és német nyelvű művei tükröznek. Utolsó, kéziratban elkészült művét már nem tudta kiadatni. 
Tudományos kvalitásai mellett egyben kiváló tanár, nagyszerű előadó. Diákjaival igényes, egyszersmind emberséges is. Szemináriumain a hozzá járó diákok igényességet, szakmai elmélyültséget tanulhattak, miközben bevezetést nyertek a forráselemzés és a tanulmányírás rejtelmeibe.

## Elismerései
- Szent-Györgyi Albert-díj (1997)
- ELTE "Pro-Universitate" emlékérem (2002)

## Főbb művei
- Későrómai hadügyek és társadalmi alapjaik. A Római Birodalom utolsó évszázada (376-476). Bp. Akadémiai Kiadó, 1961. 331 pp.
- New Evidences on Some Problems of the Late Roman Military Organization. (Acta Antiqua, 1961)
- Contributions to the late Roman Military Economy and Agrarian Taxation. (1962)
- Additional Notes on the Problem of the Late Roman Dalmatian Cunei. (Acta Antiqua, 1963)
- Vegetius: A hadtudomány foglalata. Ford., a jegyzeteket írta. (A hadművészet ókori klasszikusai. Bp., 1963).
- Új barbár népek Pannóniában, a IV. század végén. Kand. értek. (Bp., 1966)
- Stilicho proditor arcani imperii. (Acta Antiqua, 1968)
- Das letzte Jahrhunderts Pannoniens 376-476. Bp., Akadémiai, 1969.
- Pannonica. Notizen zum letzten Jahrhundert Pannoniens. (Acta Archaeologica, 1972)
- Pannónia késő római történetének vitaanyagához. Válasz két cikkre. (Századok, 1972)
- Jordanes-Studien. Die Werke des Jordanes und das „Chronicon” des Marcellinus Comes. Die Selbständigkeit des Jordanes. (Chiron. Mitteilungen der Kommission für Alte Geschichte und Epigraphik des Deutschen Archäologischen Institute, 1976)
- Die Auflösung des Altertums. Beiträge zu einer Umdeutung der Alten Geschichte. Bp., Akadémiai, 1978. 148. pp.
- Epochenwechsel um 476. Odoaker, Theoderich der Große und die Umwandlungen. Budapest/Bonn 1984,
- Umwandlung der diokletianischen Agrarbesteuerung im Königreich Odoakers und Theoderichs d. Gr. (Studien zur Alten Geschichte. I–III. köt. Roma, 1986)
- Revision des Ungarn-Image von Konstantinos Porphyrogennetos. Textanalysen und Reinterpretation der Aussagen des Konstantinos Porphyrogennetos über die Politikgeschichte der Ungarn. (Byzantinische Zeitschrift, 1989)
- Pannonica. Ergänzende Notizen zum letzten Jahrhundert Pannoniens. (Bonner Jahrbücher, 1990)
- Die anders verlaufene Geschichte. Antike und Geschichtsdeutung für heute. Anthologie von Mikro- und Makroanalysen (Akadémiai, Bp., 2002)
- Die anders verlaufene Geschichte II. Kontroverse Bereiche im Politikum der Antike (Akadémiai, Bp., 2003)
- Studies in Historico-Political Culture of Antiquity and Humanism (Akadémiai, Bp., 2005)
- Antiquity Faced with Modernity. Studies in Arcana Historiae (Akadémiai, Bp., 2006)
- Classical Political Thought at Work. Thucydides, Roman Convergence, Modern Challenges (Akadémiai, Bp., 2007)
- The Riddle of Roman Bankruptcy. Hard Birth of Modern Civilization (Akadémiai, Bp., 2008)
- Gallic-Briton-German Preludes in Making the "West". A Pamphlet for Turn of Patterns (Akadémiai, Bp., 2009)
- Politico-Military Oddities in Late Antiquity with Looks at Present (Akadémiai, Bp., 2009)
- The Pseudism in Policy. Pamphlet on Reverse of History (Akadémiai, Bp., 2010)
- The First Epochal Revolution. 476 – Opening to the Middle Ages (Akadémiai, Bp., 2010)
- A Late Roman Exarchate of Urbs Romae: The Pannonian Valeria (Akadémiai, Bp., 2011)